# Lamprophthalma rhomalea
Lamprophthalma rhomalea är en tvåvingeart som beskrevs av Friedrich Georg Hendel 1914. Lamprophthalma rhomalea ingår i släktet Lamprophthalma och familjen bredmunsflugor. Inga underarter finns listade i Catalogue of Life.